# Comuna Treznea, Sălaj
Treznea (în maghiară: Ördögkút) este o comună în județul Sălaj, Transilvania, România, formată din satele Bozna și Treznea (reședința).

## Demografie
Componența etnică a comunei Treznea
     Români (94,18%)
     Alte etnii (0,79%)
     Necunoscută (5,03%)
Componența confesională a comunei Treznea
     Ortodocși (80,06%)
     Penticostali (13,62%)
     Alte religii (0,89%)
     Necunoscută (5,43%)
Conform recensământului efectuat în 2021, populația comunei Treznea se ridică la 1.013 locuitori, în creștere față de recensământul anterior din 2011, când fuseseră înregistrați 947 de locuitori. Majoritatea locuitorilor sunt români (94,18%), iar pentru 5,03% nu se cunoaște apartenența etnică. Din punct de vedere confesional, majoritatea locuitorilor sunt ortodocși (80,06%), cu o minoritate de penticostali (13,62%), iar pentru 5,43% nu se cunoaște apartenența confesională.

## Politică și administrație
Comuna Treznea este administrată de un primar și un consiliu local compus din 9 consilieri. Primarul, Cristian Oros[*], de la Partidul Social Democrat, este în funcție din 2016. Începând cu alegerile locale din 2024, consiliul local are următoarea componență pe partide politice:
|  | Partid                    | Consilieri | Componența Consiliului | Componența Consiliului | Componența Consiliului | Componența Consiliului | Componența Consiliului |
|  | ------------------------- | ---------- | ---------------------- | ---------------------- | ---------------------- | ---------------------- | ---------------------- |
|  | Partidul Social Democrat  | 5          |                        |                        |                        |                        |                        |
|  | Partidul Național Liberal | 3          |                        |                        |                        |                        |                        |
|  | Alianța Dreapta Unită     | 1          |                        |                        |                        |                        |                        |

## Atracții turistice
- Biserica de lemn "Sf. Apostoli" din satul Bozna, construcție secolul al XVIII-lea, monument istoric
- Castelul "Bay" din satul Treznea, construcție secolul al XIX-lea, monument istoric
- Situl arheologic de la Bozna
- Turnurile de apărare a limesului Daciei de la Treznea

## Personalități născute aici
- Ioan Pușcaș (1932 - 2015), medic gastroenterolog; a descoperit un tratament foarte eficace pentru ulcer gastric; Cetățean de Onoare al orașului Șimleu Silvaniei.